# Glazov
Glazov (oroszul Глазов [Glazov], udmurtul Глаз [Glaz] vagy Глаз кар [Glaz kar]) város Oroszország európai részén, Udmurtföldön, a köztársasági fővárostól, Izsevszktől 180 km-re északnyugatra. A Glazovi járás székhelye, bár a város nem tartozik a járáshoz. Lakóinak száma 95 835 fő (2010).

## Fekvése

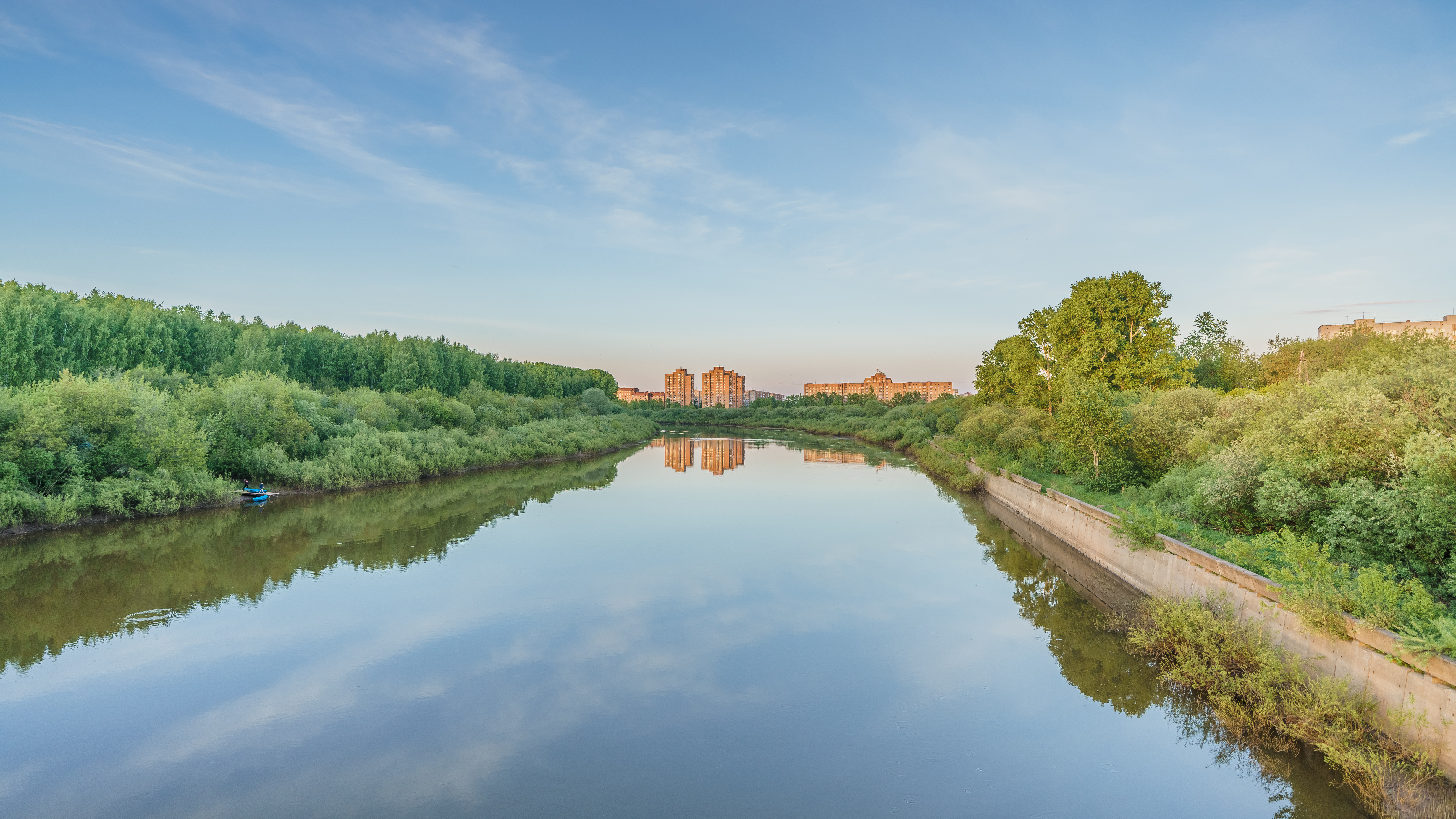
A Csepca, a Vjatka legnagyobb mellékfolyója Glazovnál

A Felső-kámai-hátság nyugati részén, lankás, alapvetően sík vidéken, a Csepca folyó bal partján fekszik. Kiterjedése nyugat-keleti irányban 8 km, észak-déli irányban 4 km.
A Vjatka legnagyobb mellékfolyója, a Csepca szélessége alacsony vízálláskor 80–100 m, tavaszi bővíz idején 150 m; átlagos mélysége a vízállástól függően 1–4,5 m. Télen kb. öt hónapra befagy.

## Történeti áttekintés
Első írásos említése 1678-ból való. Orosz neve (glaz – „szem”) egy magyarázat szerint az udmurt osmesz szin-ből származhat („forrás szeme”), a vidék ugyanis forrásairól híres. A település 1780-ban városi rangot kapott, a Vjatkai kormányzóság része lett, és Ivan Lemm szentpétervári építész tervei alapján hamarosan elkezdődött beépítése. Az utcák alaprajza a szem formáját utánozta, középpontjában a főtéren emelt Színeváltozás- (Preobrazsenszkij-) székesegyházzal (1786). Ez az alaprajz máig megmaradt, de a katedrálist 1960-ban lebontották.
Az 1870-es évek végén száműzetését itt töltő Vlagyimir Korolenko orosz író még csak néhány kőépületről tett említést. Jelentősebb ipar nem volt, a kereskedelmi forgalom is csak akkor nőtt meg, miután a Transzszibériai vasutat a városon át építették ki 1898-ban.
1921 januárjában a jelentős részben udmurtok lakta Glazov az újonnan létre hozott Udmurt Autonóm Terület központja lett, fél évvel később azonban a döntést megváltoztatva központnak Izsevszket tették meg.
Az 1930-as években megélénkült ipartelepítés a város lakosságát (az 1923-as 4400 főről) másfél évtized alatt kb. három és félszeresére duzzasztotta. 1941-ben a német támadás elől több üzemet, köztük lőszergyárat ide telepítettek át. Az evakuált 544. sz. lőszergyárra alapozva a háború után elhatározták egy országos jelentőségű atomenergetikai vállalat létrehozását.

## Népesség
Nemzetiségi összetétel a 2002-es népszámlálási adtok szerint: oroszok 54,7%, udmurtok 36,0%, tatárok 4,5%, ukránok és belaruszok 1,7%.
- 2010-ben 95 834 lakosa volt, melyből 53 791 orosz, 27 970 udmurt, 4 294 tatár, 805 ukrán, 286 böszörmény stb.

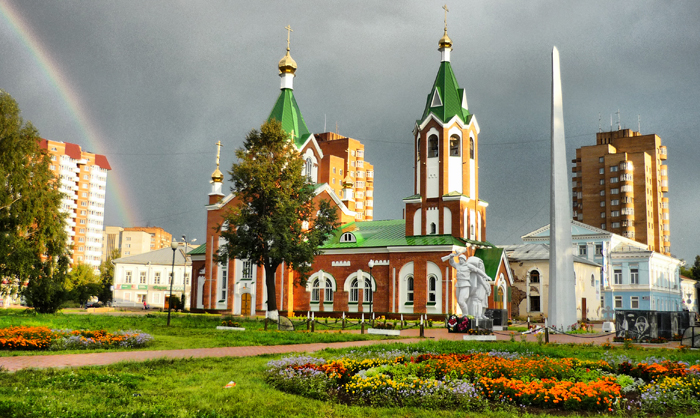
Az Úr színeváltozása-templom Glazov központjában

## Gazdaság
Az ún. Csepcai (Csepeckij) Mechanikai Gyár megépítése, működése teljesen megváltoztatta és jelenleg is alapvetően meghatározza a város életét. A vállalat, – az atomenergetikai TVEL-csoport tagja, – az urán feldolgozását végzi, valamint cirkóniumot, kalciumot és más, az atomenergia- és hadiiparban, a rakétatechnikában, a gyógyászatban használatos anyagokat, termékeket állít elő. A Magyarországról exportált uránt is sokáig ennél a vállalatnál dolgozták fel.
A gyár a város területének jelentős részét foglalja el. Építésével párhuzamosan az egykori faházak helyén központi erőforrásokból 10-12 emeletes toronyházakat emeltek, szociális-, egészségügyi- és sportlétesítményeket, a szovjet időszakban korszerűnek számító infrastruktúrát építettek ki. Az egészségkárosító anyagok koncentrációját parkok, zöldterületek kialakításával igyekeztek csökkenteni. Kommunális ellátottság szempontjából a város Udmurtföld legmodernebb településének számít.
A nagyvállalatot kiszolgáló ipari létesítmények mellett jelentős a építőanyagok gyártása, a bútorgyártás és a lakossági ellátást biztosító élelmiszeripar.

## Kultúra, felsőoktatás
- A városban két felsőfokú tanintézet működik: a V.G. Korolenko nevét viselő Tanárképző Főiskola és a mérnökközgazdász-képző intézet, az Izsevszki Állami Egyetem filiáléja.
- Az „Idnakar” Helytörténeti Múzeum nemcsak helyi jelentőségű, hanem a finnugor múlt és kultúra megismerése szempontjából is fontos anyaggal rendelkezik. A múzeumhoz tartozik ugyanis a város melletti ásatások négy hektáros területe, ahonnan Idnakar egykori udmurt település maradványai kerültek elő.

## Híres személyek
- Pjotr Csajkovszkij, a világhírű orosz zeneszerző nagyapja Glazov elöljárója (polgármestere) volt (1796–1818)
- A városban született Olga Leonardovna Knipper-Csehova, a Moszkvai Művész Színház színésznője, Anton Pavlovics Csehov felesége.

## Külső hivatkozások
- Glazov önkormányzatának honlapja
- Az Idnakar helytörténeti múzeum honlapja Archiválva 2007. augusztus 8-i dátummal a Wayback Machine-ben